# Xie Tiao
Pour les articles homonymes, voir Xie.
Dans ce nom, le nom de famille, Xie, précède le nom personnel.
Xie Tiao (chinois traditionnel : 謝朓 ; chinois simplifié : 谢朓 ; pinyin: Xiè Tiào ; EFEO : Sie T'iao), né en 464, mort en 499, est un poète chinois, le plus grand des poètes de son temps, la période Yongming (483-493).
Il est surnommé Xie Xuancheng (謝宣城), ainsi que Xiao Xie (小謝, Xie le jeune), en référence au poète Xie Lingyun (385-433).

## Biographie
Sa famille est originaire de Yangjia (actuelle Taikang, Henan).
Xie Tiao a principalement fait carrière aux services des princes impériaux. Il sert à partir de 486 le prince Xiao Zilong (zh), prince de Sui, fils de l'empereur Wu (en) des Qi. Il fait partie dans le même temps du salon littéraire réuni par Xiao Ziliang (zh), prince de Jingling. Xie Tiao est ainsi l'un des Huit Amis de Jingling (zh), regroupant les meilleurs poètes du temps, qui s'adonnaient à des jeux poétiques. Il est particulièrement renommé pour ses quatrains, précurseurs des quatrains (jueju) des Tang. En 488 il entre au service de Wang Jian (en), puissant personnage dans l'entourage de l'empereur. En 491 il est de nouveau auprès du prince Xiao Zilong (zh) à Jingzhou (Hubei), avant d'être rappelé à la capitale, Nankin, en 493. Il fait alors partie du personnel de Xiao Luan, le détenteur réel des rênes du pouvoir. Il reste à son service lorsque celui s'empare du pouvoir et devient l'empereur Ming (en) en 495. En 495, il est nommé gouverneur de Xuancheng. L'exil et les amis laissés derrière soi sont ainsi des thèmes majeurs de sa poésie. Les poèmes sur les paysages de Xuancheng font aussi partie de ses meilleurs poèmes. Après son retour à la capitale en 497, il est nommé auprès de Xiao Baoyi, prince de Jin'an, dans l'actuel Zhenjiang.
Son beau-père s'étant révolté en 498 contre le pouvoir, Xie Tiao le dénonce. Lors d'une autre révolte, il est emprisonné et meurt en prison.
Xie Tiao est apparenté à son prédécesseur, le poète Xie Lingyun. Tous deux appartiennent à l'une des plus grandes familles du Moyen Âge chinois.

## Traductions
- Paul Demiéville (dir.), Anthologie de la poésie chinoise classique, Paris, coll. « Poésie », 1962  — Sie T'iao, p. 179-181
- Cent poèmes d'amour de la Chine ancienne, trad. André Lévy, Arles, Éditions Philippe Picquier, 1997  — Xie Tiao, p. 68-69
- Jacques Pimpaneau, Anthologie de la littérature chinoise classique, Philippe Picquier, 2004  — Xie Tiao, p. 273